# ويليان رودريغيز
ويليان رودريغيس دي فريتاس، المعروف باسم ويليان رودريغيس (مواليد 9 سبتمبر 1993) هو لاعب كرة قدم برازيلي محترف يلعب في مركز لاعب الوسط الدفاعي لنادي إف سي دورنبيرن في دوري الدرجة الثانية النمساوي.

## مسيرته مع الأندية
شارك لأول مرة في دوري الدرجة الأولى النمساوي مع نادي أوستريا لوستيناو في 21 يوليو 2017 في مباراة أمام فلوريدسدورفر.
في 14 يوليو 2022، انضم ويليان إلى نادي إف سي دورنبيرن من نادي بورغان الكويتي.

## وصلات خارجية
- willian-rodrigues-de-freitas/282492 / ويليان رودريغيز  على سكروي